# Lopatyn
Lopatyn (en ukrainien et en russe : Лопатин ; en polonais : Łopatyn) est une commune urbaine de l'oblast de Lviv, en Ukraine. Sa population s'élevait à 3 000 habitants en 2024.

## Géographie
Lopatyn se trouve à 75 km au nord-est de Lviv.

## Histoire
La première mention de Lopatyn remonte à l'année 1366. Au XVIIe siècle, la localité fut détruite plusieurs fois par les Tatars. En 1772, elle passa sous la domination autrichienne à l'occasion de la première partition de la Pologne. En 1900, elle faisait partie du district (powiat) de Brody en Galicie. 

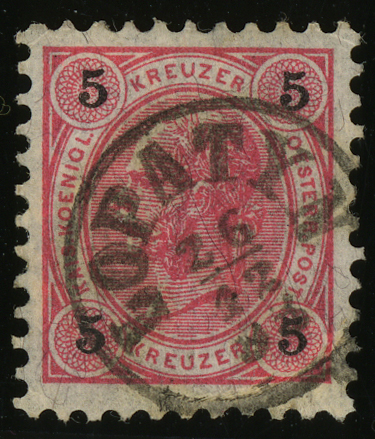
Timbre de la monarchie autrichienne, oblitéré en 1894. Le bureau fut ouvert en 1863.

Pendant la Première Guerre mondiale, Lopatyn, qui était située près de la frontière russe, fut dévastée par les combats. En 1920, elle fut temporairement occupée par la cavalerie de Semion Boudienny (Guerre russo-polonaise de 1920), puis revint à la Pologne après le retrait de l'Armée rouge et la Paix de Riga en 1921. 
Le recensement polonais de 1931 dénombra 650 maisons à Lopatyn, dont seulement 38 étaient en pierre. On comptait de modestes activités non agricoles, comme la distillerie et la brasserie, et plusieurs ateliers d'artisans. La région fut annexée par l'Union soviétique à la fin de 1939 et Lopatyn devint un centre administratif de raïon de la RSS d'Ukraine. Une station de machines et de tracteurs y fut créée en 1940. Pendant la Seconde Guerre mondiale, Lopatyn fut occupée par l'Allemagne nazie le 28 juin 1941. Les actions des partisans se multiplièrent en 1944 et l'Armée rouge reprit brièvement la ville en mars, mais elle ne redevint définitivement soviétique que le 17 juillet 1944, après de violents combats.

## Population
Recensements (*) ou estimations de la population :
| 1869  | 1900  | 1931* | 1959* | 1970* | 1979* |
| ----- | ----- | ----- | ----- | ----- | ----- |
| 2 159 | 3 206 | 3 247 | 2 937 | 3 157 | 3 379 |

| 1989* | 2001* | 2010  | 2011  | 2012  | 2013  |
| ----- | ----- | ----- | ----- | ----- | ----- |
| 3 608 | 3 550 | 3 384 | 3 388 | 3 363 | 3 359 |

| 2021  | - | - | - | - | - |
| ----- | - | - | - | - | - |
| 3 313 | - | - | - | - | - |

## Transports
Lopatyn est un carrefour routier, à 20 km de Radekhiv, 29 km de Brody et à 33 km de Bousk. La gare ferroviaire la plus proche se trouve à Radekhiv.